# さいたま法務総合庁舎

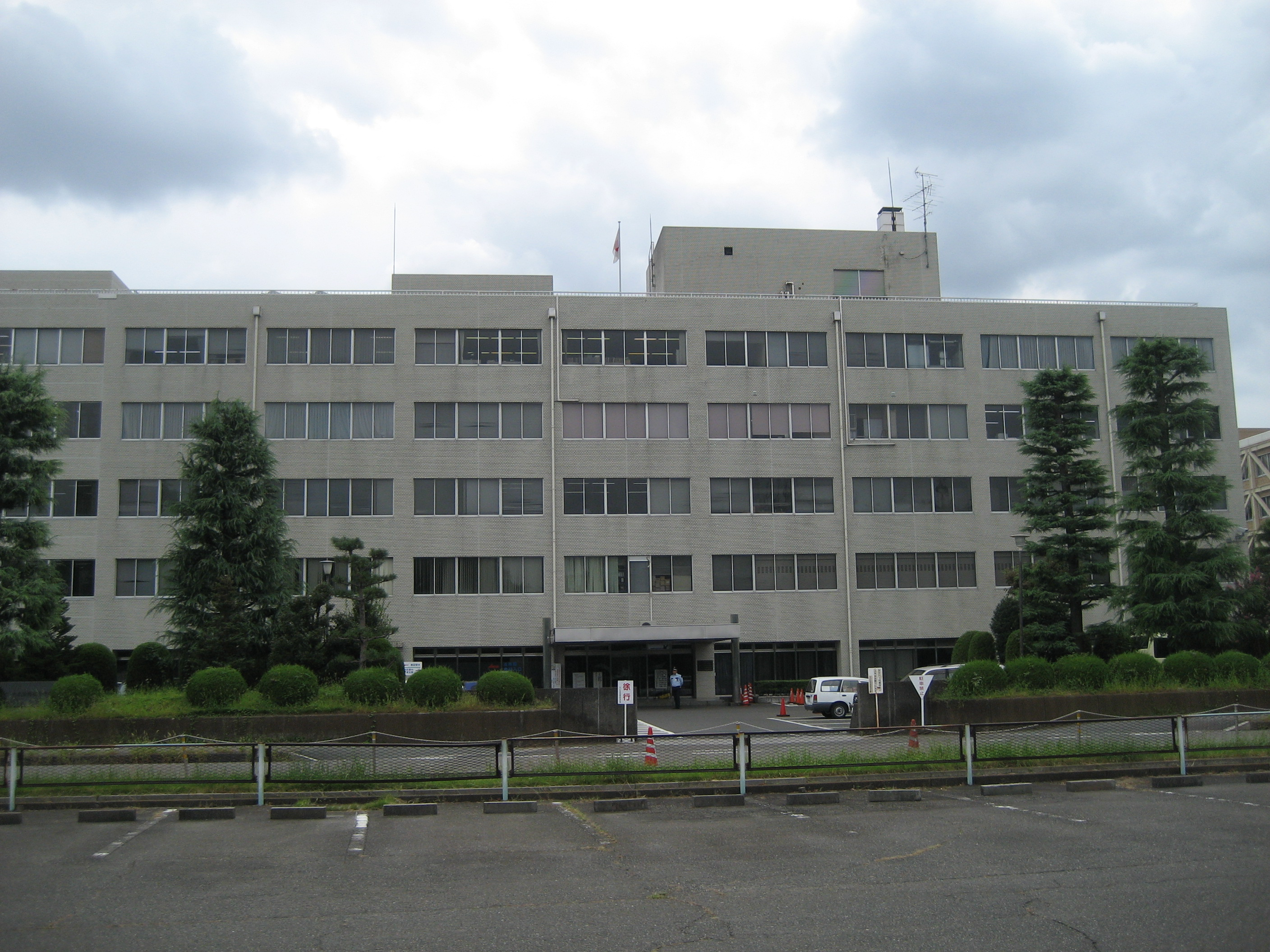
さいたま法務総合庁舎

さいたま法務総合庁舎（さいたまほうむそうごうちょうしゃ）は、埼玉県さいたま市浦和区にある法務省の施設である。

## 沿革
- 昭和47年11月 - 当時は浦和市であったため、浦和地方法務総合庁舎として竣工[1]。
- 昭和56年2月 - 浦和地方法務総合庁舎増築。
- 平成13年5月 - さいたま市成立に伴いさいたま地方法務総合庁舎と改称。
- 平成23年 - さいたま市中央区に さいたま第2法務総合庁舎が竣工。
- 平成25年12月 - 庁舎耐震工事竣工。

## 入居機関
- さいたま地方検察庁

## さいたま第2法務総合庁舎

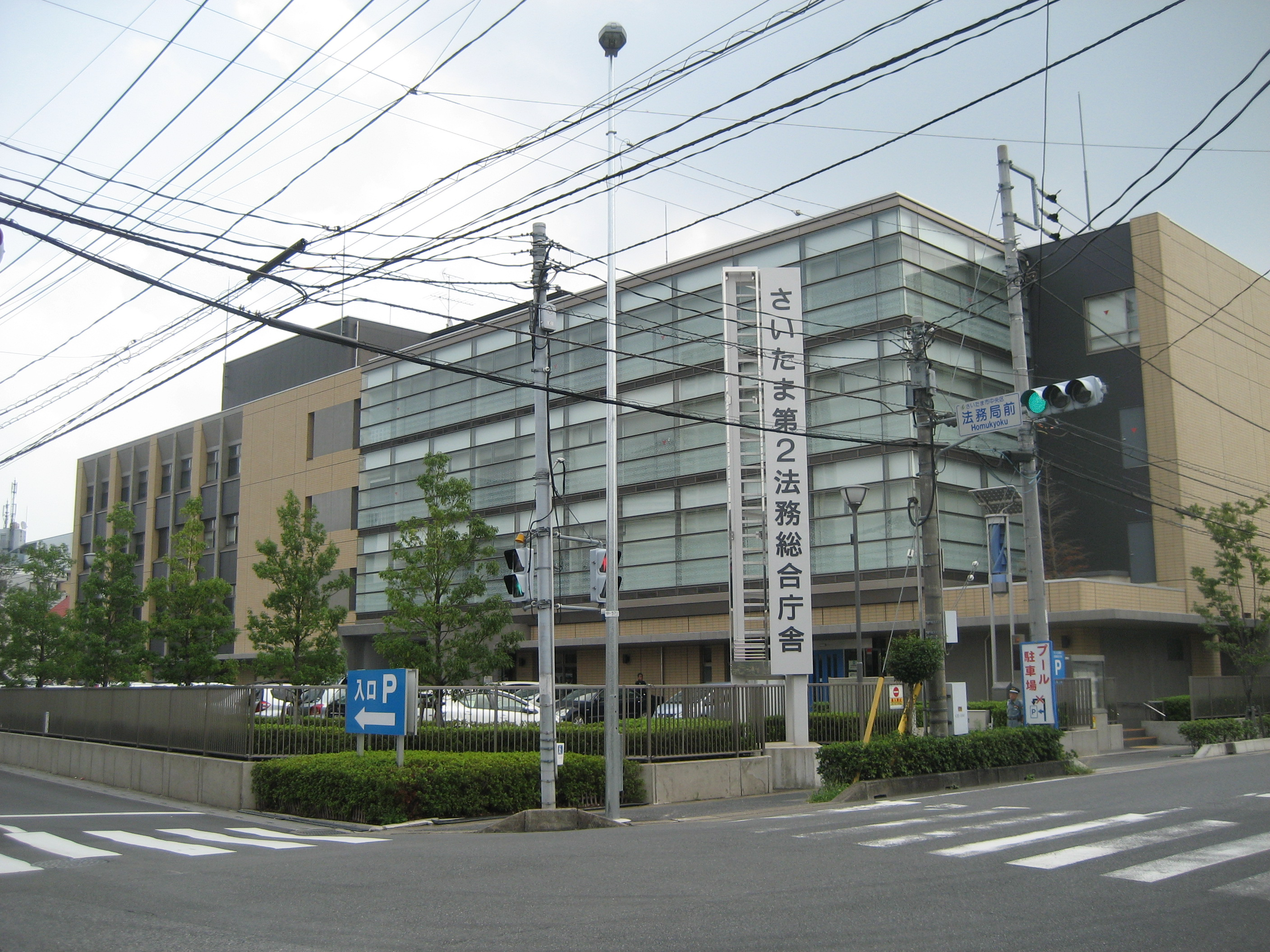
さいたま第2法務総合庁舎

浦和区の庁舎が狭隘化してきたため、同市中央区の埼玉県与野職員寮跡地にさいたま第2法務総合庁舎が整備された。2010年11月22日に開業し、さいたま法務総合庁舎から第2庁舎にさいたま地方法務局が移転した。それに伴い大宮支局・戸田出張所・岩槻出張所を統合消滅した。同時に北与野駅近くにあった東京入国管理局さいたま出張所も移転した。
所在地
- 埼玉県さいたま市中央区下落合5丁目12番1号